# Jeff Abercrombie
Jeff Abercrombie (Kenton, 8 gennaio 1969) è un bassista statunitense conosciuto per aver suonato nella band hard rock Fuel, fondata insieme al chitarrista Carl Bell.